# Diphya okumae
Diphya okumae är en spindelart som beskrevs av Akio Tanikawa 1995. Diphya okumae ingår i släktet Diphya och familjen käkspindlar. Inga underarter finns listade i Catalogue of Life.